# Ernestia rudis
Ernestia rudis là một loài ruồi trong họ Tachinidae.